# Język monumbo
Język monumbo, także mambuwan – język papuaski z Papui-Nowej Gwinei, należący do rodziny torricelli. Posługuje się nim 410 osób w dystrykcie Bogia (2003).
Jest blisko spokrewniony z językiem lilau. Pośród języków torricelli wyróżnia się szykiem SOV oraz złożoną morfologią czasownika. Został opisany w postaci opracowania z 1914 r.
Według publikacji Glottolog (4.7) przynależność języków monumbo i lilau do rodziny torricelli nie została dostatecznie wykazana.
Poważnie zagrożony wymarciem.